# Фотографија
Фотографија (грч. φωτογραφία) је медиј добијен деловањем светлости на површину која је осетљива на светлост. Фотографија може постојати у физичком облику (на папиру, стаклу, лиму, ...) или у електронском облику (на заслону екрана, пројектовањем на одређену подлогу, ...). Истим називом се означавају техничка делатност и уметничка дисциплина.

## Порекло назива
Назив фотографија (скован од грчких речи фотос и графеин) уистину је први употребио Француз Херкил Флоранс 1833. приликом описивања свог открића сликања помоћу светлости, али његов изум није био тада обелодањен (него тек век и по касније – 1977. године!) па јавност у то време није сазнала за тај назив. Понегде се може прочитати да немачка историографија приписује прву употребу назива фотографија немачком астроному Јохану Медлеру (25. фебруар 1839. године), али остала светска историографија то аргументовано оспорава. Наиме, званично је први унео у јавност назив фотографија (тј. цртање помоћу светлости) енглески астроном и физичар Џон Хершел, 4. фебруара 1839. године, три недеље пре Медлера.
У српском језику је крајем 19. и почетком 20. века коришћен превод светлопис, док се данас ређе користи.

## Фотоапарати
Камера опскура (лат. Camera obscura — „мрачна комора“ или „замрачена просторија“) је кутија (светлонепропусна опна било каквог облика) чије унутрашњи зидови не допуштају одраз светлосних зрака (морају бити обојене црном мат бојом или још боље, прекривене црним филцом). На зиду кутије избушена је руп(иц)а. Кроз тај ситан отвор („млазницу светла“) светлосни зраци споља, улазе у мрачну комору и пројектују слику мотива пред камером на задњи зид коморе. Ако се у мрачну комору стави фотоосетљива плоча, тј. лист материјала који је осетљив на светло, а који може бити хемијски (нпр. „фотографски филм“ или „фото папир“) или дигитални („сензор“), може се направити снимак мотива.
- континуирана дубинска оштрина (сви детаљи мотива су једнако „оштри“ без обзира на удаљеност мотива од камере или пројекционог заслона од рупе-објектива) која омогућава снимање само на равни пројекциони заслон него и на пројекционе заслоне ваљкасте, сферне или било којег облика. Пројекцију континуиране оштрине на цилиндричну плочу даје само рупа-објектив.
- компресија времена (покретни детаљи мотива остају или потпуно неснимљени или пак забележени тек као накупина светлосних титраја, због дужине трајања експозиције јер кроз руп(иц)у-објектив пролази веома мало светлости, а непокретни детаљи остају јасно забиљежени)
- широк распон кадра („углова снимања“ који зависе од формата на који се снима и удаљености руп(иц)е-објектива од формата на који се снима могу бити веома широки. Практична ограничења величине камере и снимка коју снима одређени су величинама набављивих материјала)
- егзактна перспективна пројекција (када се мотив снима на потпуно равну фотоосетљиву површину сви правци из простора пројектују се на равнину као правци)
- потпуна пропусност светлости свих таласних дужина (рупа-објектив мрачне коморе пропушта и оне таласне дужине светлости које не пролазе кроз стакло, нпр. ултраљубичасти део спектра)

Мрачна комора основа је за све данашње камере (фото апарате, биоскоп, видео, или дигиталне камере) штавише, она постоји у свим савременим камерама, а представља простор између објектива (отвора са системом сочива, којим је замењена рупица) и фотоосетљиве плоче на коју се снима. Зидови тог простора савремених камера не смеју одражавати светлосне зраке.
Скуп сочива (објектив) фокусира (изоштрава) пројекцију мотива на плочу снимања, као увећавану или смањену слику мотива пред објективом.
Осим овог, постоје и други начини како се могу добити фотографске слике, као фотограми или рејографије (према фотографу Мену Реју, који се често служио том методом ) или фотокопије (ксерографије). Рејографија се ради тако да се у тамној комори (замраченој соби) директно на фотоосетљиви слој као мотив ставе неки предмети, а затим осветле па слику (рејограм) стварају сенке мотива као и одрази светла с мотива. Неки аутори рејограме називају фотограмима или ксемограмима (Ж. Јерман) мада би фотохемограм био најисправнији назив, јер својом ширином обухвата стварање сваке аналогне фотографске слике. За фотокопије (ксерографије) или контактне копије снимака (негатива) у англосаксонском говорном подручју устаљен је назив фотограм.
Већина фотографских апарата има могућност подешавања следећих вредности:
- фокус (којим се изоштрава пројекција мотива што је на некој удаљености од објектива),
- бленда (отвореност објектива, што је већи отвор бленде на фотоосетљиви слој пада више светла)
- експозиција (трајање пропуштања светла кроз објектив, што је дужа експозиција на филм пада више светла).

Осим тога, фотограф може одабрати:
- објективе разних жаришних дужина (зависно од тога какво увећање мотива се жели добити на снимку) и
- филмове различите осетљивости (којом је одређена количина светла потребног да би неки мотив био снимљен довољно осветљено).

Јефтини апарати немају могућност мењања (неких или свих) наведених вредности, а они обични аутоматски (тзв. „идиот-камере“) уграђеним микропроцесором сами процењују најбољу комбинацију тражених вредности за успешан снимак.
Мотив је добро „фокусиран“ ако се на снимку види јасно (тј. „оштро“ са што више детаља). Ако је мотив даљи или ближи од подешене удаљености снимања он постаје мутнији („неоштар“) и разговетно је видљиво све мање његових детаља. Ради се о дубинској оштрини снимка. Ако је „фокусиран“ мотив у предњем плану, тада ће позадина мотива мотива бити неоштра (и обрнуто, „фокусираном“ позадином добићемо неоштру снимку мотива у предњем плану). Ако се жели добити оштар снимак мотива у предњем и стражњем плану тада треба смањити отвор бленде, но тада треба продужити и трајање експозиције пропорционално смањењу отвора бленде. Ове вредности су међусобно зависне, а код бољих фотоапарата аутоматски се усклађују. Треба међутим напоменути да ће динамички (покретни) мотиви продужењем трајања експозиције бити снимљени у помаку („размазано“).

## Области стварања у фотографији
- Уметничка фотографија (уметнички израз кроз фотографију)
- Новинска фотографија (фотожурнализам)
- Рекламна фотографија (углавном студијска фотографија за рекламирање одређених производа)
- Научна фотографија (медицинска фотографија, астрономска, научне анализе, форензика, ...)
- Свадбена фотографија (снимање младенаца у посебним ентеријерима и позама)
- Аматерска фотографија (хоби и породична фотографија)
- Сценска фотографија (фотографија која настаје током снимања филма и која се користи у самом филму - породичне слике, слике из пасоша, личне карте, форензички докази...; или касније за промоцију филма)

## Предисторија открића
Описана у старом веку од Аристотела, камера опскура је, нарочито од времена ренесансе па надаље, служила сликарима и архитектима као помоћно средство у преношењу цртежа из природе. Њом су се служили, у сличне, цртачке сврхе, и пионири фотографије: Ниепс, Дагер и Талбот. Они су познавали принципе преношења светлосног одраза из природе на одређену подлогу, али је сваки на свој начин настојао да тај светлосни одраз фиксира и сачува заувек. Предисторија фотографије је, у највећој мери, збир опита урађених у намери да се пронађе одговарајуће хемијско средство које би се усталило као најпрактичнији и најбољи начин стварања фотографије.

## Пионири фотографије
Најранију фотографију природе начињену уз помоћ светлости и камере опскуре добио је 1826. године Француз Нисефор Нијепс. Он је употребио металну плочу премазану течним раствором битумена (асфалта) и изложио у камери опскури. Експозиција је трајала 8 сати. Та фотографија (популарно названа „Поглед на голубарник”) сачувана је, а открио ју је 1952. године историчар фотографије Хелмут Гернсхајм у заоставштини једног ботаничара из 19. века коме је Нијепс поклонио тај примерак приликом боравка у Лондону 1827. године.
Француски сликар панорама и позоришног декора (сценографија) Луј Манде Дагер усавршио је Нијепсов поступак - са којим је претходно склопио уговор о усавршавању - уневши у процес соли сребра и добио прве фотографије на посребреној плочи 1837. године. Две године касније, 19. августа 1839. Дагерово усавршено откриће је званично објављено пред француском Академијом наука и поклоњено свету под називом дагеротипија. Тај дан се сматра рођенданом фотографије. Дагер је посребрену плочу излагао јодној пари, а невидљиву слику учинио видљивом тако што ју је развијао (изазвао) у пари живе и фиксирао у раствору натријум сулфита (тј. кухињске соли). Дагеротипије су биле уникати и могле су се посматрати само под одређеним углом.
Енглез Вилијам Хенри Фокс Талбот је независно започео своје опите 1835. године када је добио прве фотографске минијатуре на папиру. Он је применио другачији поступак који је назвао калотипија (гр. лепи отисак). Касније, под притиском своје породице и јавности променио му је назив у талботипија. Талбот је у камеру опскуру уносио папир препариран сребрним хлоридом и тако добијао негатив, од кога се, просветљавањем (тј. копирањем) могао добити неограничен број позитива. Тиме је постављен принцип негатив-позитив на коме почива савремена фотографија. Талбот је изнео у јавност своје откриће у Лондону, само неколико месеци после Дагера.

## Усавршавање подлоге и емулзије
Крајем четврте деценије дошло је до уношења стакла као подлоге за фотографски негатив (откриће Ниепс де Сен Виктора из 1847), а 1851. Фредерик Скот Арчер употребио је колодијумску емулзију као носиоца фотоосетљивог слоја. Захваљујући колодијумској, тзв. мокрој плочи фотографија је постала приступачнија, па је започео њен продор у све гране живота. Године 1871. Енглез Ричард Лич Медокс објавио је могућност производње тзв. суве плоче на бази желатинске емулзије. Тим открићем, а нарочито увођењем целулоидног филма као носача емулзије (Џорџ Истмен, 1888) започиње раздобље индустријске производње фотографског материјала.

## Почетни развој фотографије у боји
Сва претходно поменута открића одвијају се на подручју црно-беле фотографије. Прве експерименте са бојом извео је француски музичар Луј Дик Дорон око 1868-69. Мада је добио неке примерке фотографија у боји (а сачувана је „Поглед на Ангулем”, 1877) поступак је био заметан, сложен за извођење и није имао већег одјека у јавности. За продор фотографије у боји заслужна су браћа Огист и Луј Лимијер, 1904. Они су изумели поступак са обојеним зрнцима кромпировог скроба (Аутохром) и то је први практично применљив поступак за фотографију у боји, уведен у фотографску праксу 1907. године. Међутим, до шире примене боје у фотографији долази после 1930. са усавршавањем филма у боји, најпре од немачког произвођача Агфа, затим и од америчког Кодака. Наредно велико откриће на том пољу је тренутна полароид-фотографија (изум Едвина Ланда, 1947) којом се непосредно после снимања добија готов позитив.

## Сажети поглед на технички развој фотографије у првој половини 20. века
- 1906. Wratten and Wainwrught Ltd – комерцијална производња панхроматских плоча.
- 1907. Браћа Лимијер – изнете на тржиште аутохром-плоче за фотографију у боји.
- 1910. Е. Голдберг – сензитометријски клин. Начин испитивања фото-материјала с обзиром на осетљивост емулзије.
- 1911. Арнолд Генте, амерички фотограф, први фотографисао сунчев залазак и дугу на аутохром-плочама.
- 1912. Фридрих Декел – конструисао затварач типа Compur.
- 1919. Х. Ф. Фармер развио тробојни карбо-процес.
- 1920. Х. Липо-Крамер – десензибилизовање фото-осетљивог слоја.
- 1923. Прво преношење фотографије жичаним путем (телефото).
- 1924. Увођење малоформатне камере Ermanox за снимање при расположивој светлости.
- 1924. Леополд Годовски и Леополд Ман патентовали двослојни филм у боји.
- 1925. Оскар Барнак – изнета на тржиште камера Leica за филм од 35 mm, производње Ernest Leitz Veclar, Немачка.
- 1925. Патентована магнезијумска флеш-расвета.
- 1928. Francke & Heidecke – конструкција двооке рефлексне камере Rolleiflex. Наредне године камера изнета на тржиште.
- 1928. Eastman Kodak Company – произведен филм у боји за кинематографске камере од 16 mm.
- 1929. Ј. Остермајер – вакуумска блескалица (vacublitz).
- 1932. Уведена фотоелектрична ћелија за мерење светлости.
- 1933. Основан фотосајам у Берлину под називом Die Kamera.
- 1935. М. Лапорте – електронска блескалица.
- 1935. Л. Ман и Л. Годовски – трослојни филм у боји за добијање дијапозитива, Kodachrome.
- 1936. Компоненте за боју у емулзији за филм у боји, Agfacolor процес.
- 1936. Ј. Стронг – уношење антирефлексног слоја на површинама стакала објектива.
- 1939. Agfacolor, позитив процес.
- 1939. Уведен систем стробоскопске флеш-расвете.
- 1939. Харолд Е. Едгертон – електронска флеш лампа (блескалица).
- 1942. Ј. Д. Кендал – уведена развијачка супстанца фенидон.
- 1944. Уведен Kodacolor негатив филм.
- 1947. Е. Х. Ланд – изнет на тржиште процес Полароид.
- 1948. Прва Никон-камера формата 35 mm представљена у Јапану.
- 1948. Ансел Адамс – представио свој зонски систем за тоналну контролу путем прецизног одређивања експозиције у складу са техником развијања филма.
- 1949. Општа употреба ацетатне сигурносне филмске траке за подлогу кино-филма.
- 1950. Одржан први фото-кино сајам (Фотокина) у Келну.

## Фотографија крајем 20. века
Фотографија је прешла уско професионалне границе а индустрија је производила све једноставније форме камера, доступних свима. Крајем двадесетог века доживела је још једну револуцију увођењем дигиталне фотографије. Покренула се читава легија фотографа, не само професионалних него и аматера, пред чијим објективима све има вредност: и облачак поврх Ајфелове куле, и камена пећина у Кападокији, и маварски споменик у Андалузији, и капљице росе на листу – било где у свету.
Фотографија – чудесни, иако у бити документарни феномен, ушла је и у породицу уметности као артефакт sui generis, да би, у оквиру неоавангардних стремљења и разуђених ауторских интересовања, постала инструмент различитих типова и модела уметничке праксе. Слика у сребру, наизглед једноставна, мукотрпно је рађана, и исто тако стасавала. Допринела је науци, открила невидљиво, приближила далеке народе и омогућила поглед на скривене кутке човечанства. Тај непрекидни ход у свет иконосфере више ништа није могло зауставити. (Г. Мал.)

## Фотографске технике
У својој скоро двестогодишњој историји ова је грана уметности заинтересовала многе креативне појединце и дала им дар заустављања времена, ради каснијег присећања на значајна места, људе и догађаје. Захваљујући човековој вечној потреби за напредовањем, с временом су се фотографи престали задовољавати једноставним, схематским портретима и документаристичким приступом фотографирању. Тако су, вероватно инспирисани сликарством, започели нову врсту уметности – уметничку фотографију.
За различите изражаје потребне су различите технике фотографирања. Служећи се могућностима фотоапарата и властитом вештином, фотограф може наоко једноставан и беживотан кадар претворити у уметничко дело упоредиво са творевинама великих мајстора сликарства или кипарства.
Неке од техника које фотографија дели са сликарством су:
- Правило златне средине је правило кадрирања које се упркос свом називу заснива на геометријском распореду елемената који се не базира у средишту кадра. Наиме, на дијагоналу кадра повлачи се висину те тиме добијају три подручја у која ваља сместити занимљиве објекте, ради постизања склада.
- Правило трећине је правило кадрирања по којем се помоћу две хоризонталне и две вертикалне линије дели кадар на водоравне и вертикалне трећине. Технику су давно открили сликари, а примењује се за наглашавање одређених објеката на слици и/или уравнотеживање композиције.
- Уоквиривање је метода којом се фотографирани објекат настоји омеђити хомогеним садржајем, што различитијим од самог објекта, како би се објекат у потпуности издвојио од остатка фотографије.
- Стварање геометријских ликова је метода којом се фотографија кадрира на начин да елементи чине препознатљиве геометријске ликове, од којих су најчешћи троугао и круг, јер највише одскачу од самог облика фотографије.

Код фотографирања портрета најчешће се примјењују технике:
- (техника високих тонова) подразумева превладавање светлих тонова при којој се детаљи често издвајају јаким контрастом.
- (техника ниских тонова) подразумева превладавање тамних тонова
- (техника крупног плана) постиже врло драматичне резултате наглашавајући најзанимљивије делове тела (углавном лица) који носе одређену поруку (или само добро изгледају)

- Силуета настаје када је светлост усмерена од позадине објекта према објективу апарата. Тиме се губе сви детаљи модела и сва пажња се усмерава на облик Спољног обриса.

У фотографирању покрета најчешће се користе технике:
- је метода фотографирања објекта у покрету при којој се фотоапарат креће успоредно с објектом, те тако ствара јак утисак кретања бележећи објект оштрим, а околину замућеном у правцу његовог кретања.
- (предња светлосна завеса) је ефект добијен активирањем блица на почетку дуге експозиције код којега објект на почетку експозиције бива забележен оштро, а до краја експозиције бива замућен у правцу кретања.
- (стражња светлосна завеса) је ефект добијен активирањем блица на крају дуге експозиције код којега објект током експозиције бива замућен у правцу кретања, а на крају експозиције бива забележен оштро.

Код фотографирања крајолика најчешће се обраћа пажња на златну светлост, односно ватрени сунчев сјај у раним јутарњим и касним вечерњим минутама. Тада су сене објеката дуге и тамне, а осветљени су делови окупани топлим тоновима и ти чиниоци стварају оку врло угодан амбијент.
- Панорама је фотографија која приказује подручје веће од оног што стане на фотографију снимљену објективом средње фокусне дужине. Стога се за панорамску фотографију употребљавају супер-широки објективи или се неколико фотографија спаја у једну којој је ширина вишеструко већа него висина.
- Макро фотографија је метода фотографирања уз помоћ посебних објектива с малом фокусном дужином и/или додатних сочива - предсочива за повећавање објекта фотографирања. Такав начин снимања резултира вишеструким увећавањем снимљеног објекта уз прегршт детаља од којих се неки не виде голим оком.